# 53-as főút
53-as főút (ötvenhármas főút, ungarisch für ‚Hauptstraße 53‘) ist eine ungarische Hauptstraße. Sie nimmt in Solt an der 52-es főút ihren Ausgang und führt in südöstlicher Richtung, dabei Akasztó passierend, und durch Kiskőrös und Soldvadkert (dabei auf einer Strecke von 3,5 km gemeinsam mit dem 54-es főút), weiter über Kiskunhalas und in südlicher Richtung nach Kisszállás, wo die 55-ös főút gekreuzt wird. Von dort führt die Straße, die Stadt Tompa westlich umgehend, zur ungarisch-serbischen Grenze in Richtung auf das 10 km von der Grenze entfernte Subotica (deutsch früher: Maria-Theresiopel) in der serbischen Vojvodina. Die Gesamtlänge beträgt 89 Kilometer.